# Igreja de São Tomás (Leipzig)

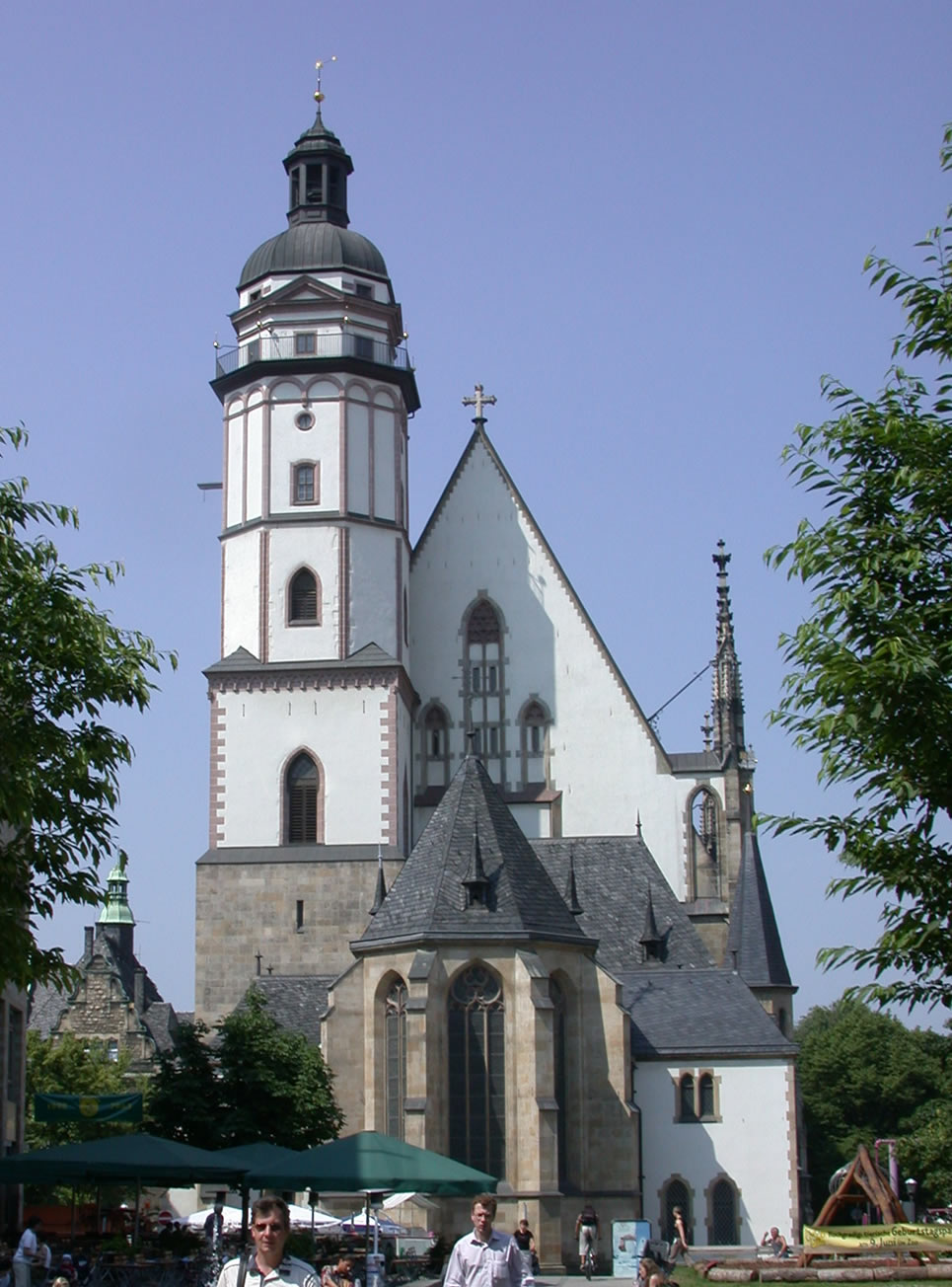
Igreja de São Tomás em Leipzig.

A Igreja de São Tomás (em alemão Thomaskirche) é uma igreja luterana em Leipzig, Alemanha. Leva grande fama por ser o lugar em que Johann Sebastian Bach trabalhou como kantor. Lá estão seus restos mortais.

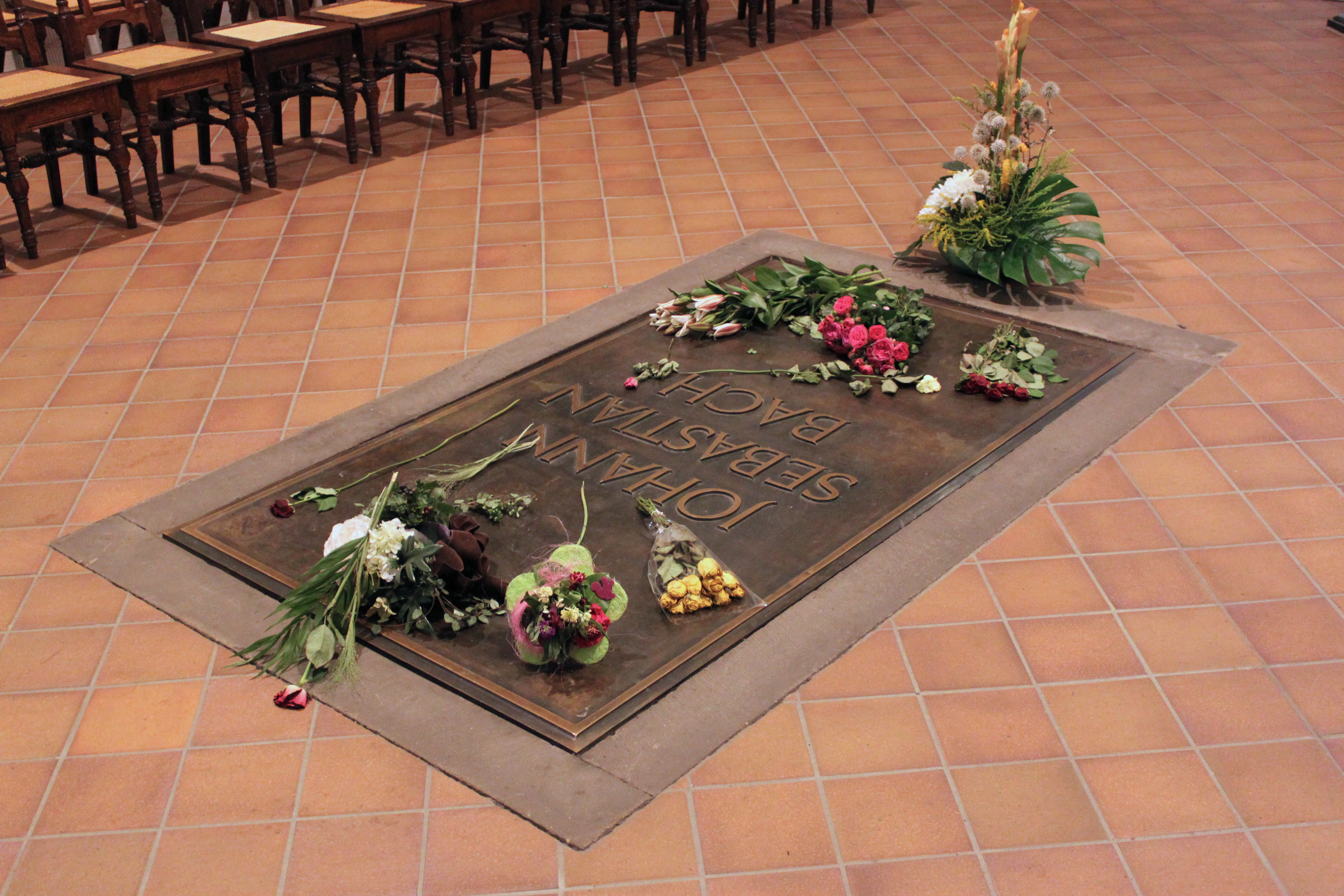
Sepultura de Bach na Thomaskirche

Foi nessa igreja que Bach garantiu sua posição também de diretor musical em Leipzig e compôs suas Partitas, a terceira parte de seu trabalho com suítes e a maior obra alemã do Período Barroco para cravo.